# Alexis Horellou
Alexis Horellou est un dessinateur de bande dessinée français né en 1981.

## Biographie
Il a obtenu en 2008 le prix Saint-Michel de l'avenir remis par la communauté de Bruxelles pour son travail sur Lawrence d'Arabie. Il est également le cofondateur d'une maison d'édition associative nommée Vanille Goudron qui édite notamment le recueil Jukebox. Les auteurs avec lesquels il a travaillé sont notamment : Tarek, Delphine Le Lay, sa compagne et Marc Bruimaud.
Son album Plogoff, qui relate les événements abordés dans l'article intitulé l'Affaire de Plogoff lors du projet de construction d'un centrale nucléaire sur la pointe du Finistère à la fin des années 70, a reçu le prix Tournesol en 2014.
En 2015, il fonde avec Delphine Le Lay le festival Rustine à Niafles. Depuis 2018, Il est organisé au mois de février dans la ville de Craon.

## Publications
- Lawrence d'Arabie (dessin), avec Tarek (scénario), Emmanuel Proust :

1. La Révolte arabe, 2007
2. En route pour Damas !, 2009

- Lyz et ses cadavres exquis (dessin), avec Delphine Le Lay (scénario), Petit à Petit, 2010
- Toujours malade (dessin), avec Marc Bruimaud, Vanille Goudron, 2011
- Le Souffle court (dessin), avec Delphine Le Lay (scénario), Les Enfants rouges, 2011
- Plogoff (dessin), avec Delphine Le Lay (scénario), Delcourt, 2013
- 100 maisons - La Cité des abeilles (dessin), avec Delphine Le Lay (scénario), Delcourt, 2015
- Ralentir (dessin), avec Delphine Le Lay (scénario), Le Lombard, 2017
- Lucien et les mystérieux phénomènes (dessin), avec Delphine Le Lay (scénario), Casterman :

1. L'Empreinte de H. Price, 2019
2. Granit rouge, 2020
3. Sorcière !, 2021
4. Le Colosse de Maria Lhaurens, 2024
5. L'Ogre oublié de Sainte Barbe, 2024